# 群馬大学医学部附属病院
群馬大学医学部附属病院（ぐんまだいがくいがくぶふぞくびょういん、英語: Gunma University Hospital）は、群馬県前橋市にある国立大学法人群馬大学の附属病院（大学病院）である。

## 沿革
- 1943年（昭和18年）
  - 4月1日 - 前橋医学専門学校が発足[1][注釈 1]。
  - 4月 - 附属医院設置。
- 1944年（昭和19年）
  - 3月28日 - 群馬県農業会が運営していた前橋厚生病院の建物を改装して、前橋医学専門学校附属医院を開院[1]。
- 1946年（昭和21年）11月 - 群馬県より新病棟、2棟の寄附を受けて内科ほか3科及び薬局を移転。新病棟を本院、旧医院を分院と呼称。
- 1948年（昭和23年）2月 - 前橋医科大学が開学し[4]、前橋医科大学附属病院と改称[注釈 2]。
- 1949年（昭和24年）
  - 5月31日 - 群馬大学が開学して医学部が開設され、「群馬大学医学部附属病院」に改組[2][注釈 3]。
  - 8月5日 - 伊香保町に温泉治療研究所を設置[5]。
- 1950年（昭和25年）
  - 4月1日 - 看護婦養成所が甲種看護学校に改組[2]。
- 1951年（昭和26年）
  - 3月30日 - 前橋医学専門学校が閉校[2]。
  - 3月31日 - 内分泌研究施設を開設[5]。
  - 12月20日 - 草津分院を開院[3][5]。
- 1952年（昭和27年）
  - 1月10日 - 草津分院で内科の診療を開始[3]。
- 1955年（昭和30年）
  - 4月 - 草津分院で外科の診療を開始[3]。
- 1960年（昭和35年）
  - 3月21日 - 前橋医科大学が閉校[2]。
  - 5月 - 草津分院で産婦人科の診療を開始[3]。
- 1963年（昭和38年）
  - 内分泌研究所に改組[5]。
- 1965年（昭和40年）
  - 4月 - 助産婦学校を開設[2]。
- 1970年（昭和45年）
  - 4月 - 草津分院にリハビリテーション施設を開設[3]。
- 1995年（平成7年）3月 - 群馬県内初の「特定機能病院」となる[6]。
- 2002年（平成14年）
  - 3月31日 - 草津分院を閉院[3]。
- 2007年（平成19年）4月 - 院内保育所を設置。
- 2010年（平成22年）3月 - 重粒子線治療施設を設置[7]。
- 2015年（平成27年）
  - 5月 - スポーツ外来を設置[8]。
  - 5月 - 厚生労働省の要請により[9]、「がんの重粒子線治療」を中心とする先進医療患者の新規受け入れを停止[7]。
  - 6月1日 - 「特定機能病院」の承認を取消し[10][11][注釈 4]。「がん診療連携拠点病院」の指定も不更新と決定[11][14]。
  - 7月2日 - 厚生労働省の先進医療会議が重粒子線治療などの先進医療の新規患者受け入れ再開を了承[15]。
- 2019年（平成31年）4月 - 「特定機能病院」の再承認[16]。

## 診療科
- 内科診療センター
  - 循環器内科
  - 呼吸器・アレルギー内科
  - 消化器・肝臓内科
  - 内分泌糖尿病内科
  - 腎臓・リウマチ内科
  - 血液内科
  - 脳神経内科
- 外科診療センター
  - 消化管外科
  - 肝胆膵外科
  - 呼吸器外科
  - 循環器外科
  - 乳腺・内分泌外科
  - 小児外科
- 外科系
  - 泌尿器科
  - 歯科口腔・顎顔面外科
  - 形成外科
- 感覚器・運動機能系
  - 整形外科
  - 皮膚科
  - 眼科
  - 耳鼻咽喉科
- 脳神経・精神・麻酔系
  - 精神科神経科
  - 麻酔・集中治療科
  - 脳神経外科
- 小児・女性系
  - 小児科
  - 産婦人科
- 放射線系
  - 放射線治療科
  - 放射線診断核医学科

- 救命救急センター 　(救急科)
- 総合診療科
- 臨床試験部
- リハビリテーション部
- 病理科
- 重粒子医学センター
施設建設費約120億円の一部を群馬県や市町村が負担して導入され、2015年（平成27年）5月時点で日本国内に4か所のみの先進治療施設である[7]。そのため、埼玉県や栃木県、長野県、新潟県の隣接する4県の利用者が約40%を占めるなど、広域からの患者が来院していた[7]。

## 医療機関の認定
（下表の出典）
| 保険医療機関                             | 労災保険指定医療機関                                                           |
| 指定自立支援医療機関（更生医療）         | 指定自立支援医療機関（育成医療）                                               |
| 指定自立支援医療機関（精神通院医療）     | 身体障害者福祉法指定医の配置されている医療機関                                 |
| 精神保健指定医の配置されている医療機関   | 生活保護法指定医療機関                                                         |
| 結核指定医療機関                         | 指定養育医療機関                                                               |
| 指定小児慢性特定疾病医療機関             | 難病の患者に対する医療等に関する法律（平成26年法律第50号）に基づく指定医療機関 |
| 戦傷病者特別援護法指定医療機関           | 原子爆弾被害者一般疾病医療取扱医療機関                                         |
| 第一種感染症指定医療機関                 | 公害医療機関                                                                   |
| 母体保護法指定医の配置されている医療機関 | 特定機能病院（2015年取り消されたが、2019年再承認）                             |
| 災害拠点病院                             | 救命救急センター                                                               |
| 臨床研修病院                             | 臨床修練病院等                                                                 |
| がん診療連携拠点病院等                   | エイズ治療拠点病院                                                             |
| 肝疾患診療連携拠点病院                   | 特定疾患治療研究事業委託医療機関                                               |
| DPC対象病院                              | 地域周産期母子医療センター                                                     |
| 都道府県アレルギー疾患医療拠点病院       |                                                                                |

- 群馬県難病診療連携拠点病院[19]
- 都道府県がん診療連携拠点病院[20]
- 認知症疾患医療センター指定医療機関（中核型）[21]
- 公益財団法人日本医療機評価機構認定病院[22]

## 交通
- JR東日本両毛線「前橋駅」北口から関越交通バスで「群大病院入口」「群大病院」下車
- 上毛電鉄「中央前橋駅」からタクシー乗車

## 医療事故
- 2005年、生体肝移植手術で肝臓の一部を提供した女性が手術後に下半身不随となった。

### 第二外科による診療過失による連続死亡事件
2014年、保険適用外の腹腔鏡を使った肝臓手術で、群馬大学病院第二外科の同一の医師が執刀した患者8人が術後4カ月以内に死亡していたことが発覚した。本件は厚生労働大臣が「尋常な事態ではないことは間違いない」とし、厚生労働省は医療法に基づく立入検査を実施する方針を表明した。腹腔鏡を使った手術だけではなく、開腹手術でも同一の執刀医によって過去5年間に10人が死亡しており、厚生労働省は説明を求め、診療報酬が優遇される高度医療を提供できる「特定機能病院」の承認取り消しも含めて対応を検討するとしている。
2015年3月3日、群馬大学病院は、腹腔鏡手術にて死亡した8人全員について診療に過失があったとの調査結果を公表した。病院側は遺族への補償の意向を示しているとされるが、患者の死亡例が相次いだ後も執刀医や教授が高難度の手術を続けた理由や背景はなお不透明であり遺族の一部からは「納得できない」との声も出ている。
また、同日、同病院第二外科による開腹手術後3日目に死亡した患者1人について、死亡後にがんではないと判明したのに、執刀医はその事実を遺族に告げず、虚偽の診断書を作成していたと発表した。同病院は遺族に説明、謝罪を行い、その他開腹手術による死亡例についても調査、発表するとしている。2015年4月、2010年12月～2014年6月に腹腔鏡手術で8人と、2009年4月以降の開腹手術での10人の計18人が死亡したことが分かっていたが、既に発表されている以外にも同じ執刀医による死亡者がいたことが判明した。
- 2015年11月、上位頸椎奇形と診断された50歳代の男性に対し、骨に4本の医療用ねじを刺す手術を実施したが、このうちの1本が脊柱管に誤って刺さり、男性は右手足の麻痺や呼吸困難など、神経障害が残った[27]。

## 不祥事
- 2020年7月8日 - 8日までに、本院が診療報酬を不正に請求し患者約7万人から医療費計約1億7,000万円を余分に受け取っていた（医療詐欺）。病院は対象患者全員に郵送で通知し、余分に受け取っていた医療費を返還するとした。不正請求は2010年4月～2015年3月に延べ約74万件に及び、患者の特定を進めていた。健康保険組合など保険者向けの返還は既に着手。法規定により保険者に加算して支払う分も合わせ、返還総額は当初想定より増えて約17億円となる見込み。麻酔治療の際に実際よりも高い保険点数で請求したり、カルテに記載のない医療行為を請求したりしていた。群馬大学病院腹腔鏡手術後8人死亡事故をきっかけに、厚生労働省が行った監査で判明。不正請求を巡り、病院と医師1人が2017年3月、戒告の行政措置を受けた[28]。

## その他

### ドキュメンタリー
- ETV特集「誰のための医療か 〜群大病院・模索の10年〜」（2024年11月30日、NHK Eテレ）[29]